# Эльсгольция реснитчатая
Эльсго́льция ресни́тчатая, или Эльшо́льция реснитчатая (лат. Elshóltzia ciliáta) — вид однолетних травянистых растений рода Эльсгольция (Elsholtzia) семейства Яснотковые (Lamiaceae).

## Распространение и экология
В природе ареал охватывает Афганистан, Китай, Монголию, Индокитай, Малайзию. На территории России произрастает от Западной Сибири до Дальнего Востока. Натурализировано и культивируется в Европе, Северной Америке и на большей части Азии.
Растёт на берегах рек, в садах и огородах, посевах как сорное.

## Ботаническое описание
Растение высотой до 80 см.
Стебель прямостоячий, ветвистый, опушенный.
Листья яйцевидно-эллиптические или городчато-пильчатые, длиной 1,5—10 см, шириной 1—3,5 см, к основанию суженные в длинный тонкий черешок.
Соцветие густое, колосовидное, цилиндрическое, более или менее одностороннее, цветочная ось опушенная; прицветники зелёные, травянистые, округлые или широко яйевидные, длиной 4—5 мм, шириной 5—6 мм; чашечка яйцевидная, с почти одинаковыми зубцами, железистая, густо пушистая; венчик лиловый, снаружи коротко опушенный.
Плод — тёмно-бурый яйцевидный орешек.
Цветёт в июле — августе. Плоды созревают в августе.

## Значение и применение
Надземная часть растения содержит эфирное масло; его количество колеблется от 1,7 до 2,7 %. Максимальное содержание масла наблюдается в период цветения. Эфирное масло — жёлтая прозрачная жидкость со своеобразным запахом. Семена содержат до 42 % высококачественного жирного высыхающего масла, в состав которого входят ненасыщенные (олеиновая — 11,3%, линолевая — 30,8, линоленовая — 46,3) и насыщенные кислоты (пальмитиновая — 3,5 % ).
Охотно посещается пчёлами с утра до вечера. Колебания температуры мало влияют на выделение нектара с цветков. С одного гектара цветущей эльсгольции можно получить до 200 кг нектара.
Растение может служить сырьём для получения эфирного масла.
Испытано и одобрено в качестве пряности при обработке рыбы.

## Таксономия
Вид Эльсгольция реснитчатая входит в род Эльсгольция (Elsholtzia) подсемейство Котовниковые (Nepetoideae) семейства Яснотковые (Lamiaceae) порядка Ясноткоцветные (Lamiales).
|  |                                      |  |                                                             |                                                             |                      |  | ещё 21 семейство (согласно Системе APG II) | ещё 21 семейство (согласно Системе APG II) |                           |  |  |  | ещё 110—130 родов  | ещё 110—130 родов           |  |  |
|  |                                      |  |                                                             |                                                             |                      |  | ещё 21 семейство (согласно Системе APG II) | ещё 21 семейство (согласно Системе APG II) |                           |  |  |  | ещё 110—130 родов  | ещё 110—130 родов           |  |  |
|  |                                      |  |                                                             | порядок Ясноткоцветные                                      |                      |  |                                            |                                            | подсемейство Котовниковые |  |  |  |                    | вид Эльсгольция реснитчатая |  |  |
|  |                                      |  |                                                             | порядок Ясноткоцветные                                      |                      |  |                                            |                                            | подсемейство Котовниковые |  |  |  |                    | вид Эльсгольция реснитчатая |  |  |
|  | отдел Цветковые, или Покрытосеменные |  |                                                             |                                                             | семейство Яснотковые |  |                                            |                                            | род Эльсгольция           |  |  |  |                    |                             |  |  |
|  | отдел Цветковые, или Покрытосеменные |  |                                                             |                                                             |                      |  |                                            |                                            |                           |  |  |  |                    |                             |  |  |
|  |                                      |  | ещё 44 порядка цветковых растений (согласно Системе APG II) | ещё 44 порядка цветковых растений (согласно Системе APG II) |                      |  |                                            | ещё 8 подсемейств                          | ещё 8 подсемейств         |  |  |  | ещё около 20 видов |                             |  |  |
|  |                                      |  |                                                             | ещё 44 порядка цветковых растений (согласно Системе APG II) |                      |  |                                            |                                            | ещё 8 подсемейств         |  |  |  |                    |                             |  |  |